# 還願 (澎恰恰專輯)
《還願》為澎恰恰於1993年11月26日發行的個人第一張原創專輯，福茂唱片發行。

## 曲目
1. 我的希望
2. 朋友!大家好
3. 公家一碗飯
4. 竟然是你
5. 希望
6. 墜落情網
7. 有一天的落雨天
8. 這款世界
9. 疼惜
10. 伸袂出手